# 5.56x45mm NATO弾
5.56x45mm NATO弾（5.56ミリ　ナトーだん、英語: 5.56 mm x 45 Ammunition）とは、北大西洋条約機構（NATO）により標準化された小火器用の実包。中間弾薬としての性格が強い小口径高速弾である。

## .223レミントン弾 (M193普通弾)
5.56x45mm NATO弾のベースとなったのが.223レミントン弾で、その更にベースとなったのが.222レミントン弾であった。これは、レミントン社のM722ライフル用の弾薬として同社が1950年に発売したもので、.218ビー弾と.218スウィフト弾の中間的な性格を備えた弾薬として、小動物狩猟やベンチレスト射撃の用途で人気を博していた。1953年には、.222レミントン弾をもとに薬莢を33.5 mmにネックダウンして短くし、2.65 gの弾丸を用いた弾薬が試作された。これは.30カービン弾と同等の性能を備えてはいたものの、7.62x51mm NATO弾が標準弾薬として制定される直前であったこともあり、軍用小銃弾薬としては性能不足と見なされて、この時点では軍用としては導入されなかった。
1950年代後半、アメリカ陸軍の大陸陸軍コマンド（CONARC）が作成した要求事項に応じて、数社が小口径高速弾（SCHV）ライフルの開発をスタートさせた。.222レミントン弾はこの要求事項に近かったものの、完全には満たしていなかったため、発展型の開発が求められることになった。1957年、レミントン社はアーマライト社と共同で小口径高速弾の開発に着手し、『ガンズ・アンド・アモ』誌のロバート・ハットン編集長の設計による.222レミントン・スペシャル弾を開発した。1957年5月には、陸軍歩兵学校において、.222レミントン・スペシャル弾を使用するAR-15小銃のデモンストレーション射撃が行われた。
その後、.222レミントン・スペシャル弾は薬莢をわずかに延長した.223レミントン弾に発展した。そして1963年にアメリカ軍に採用されるにあたり、北大西洋条約機構（NATO）の標準化協定に従ってミリメートル表示に改められ、5.56mm弾と称されるようになった。なお公称は.223口径だが、実測は.224口径であるため、最初期には5.64mm弾薬とも称されていた。普通弾としては、AR-15をM16として導入したアメリカ空軍がMLU-26/Pを少数購入したのち、陸軍・海兵隊がM16A1を採用すると、M193が広く用いられるようになった。ただし実包に充填される発射薬としては、開発段階では棒状のIMR-4475火薬を使用していたのに対し、制式化されたM193普通弾では、設計陣の反対にもかかわらず7.62mm弾などと同じ粒状火薬が採用された。この変更は、IMR-4475火薬では陸軍が要件で定めた初速にわずかに満たなかったためではあったが、この初速の要求自体が根拠不明瞭なものであり、IMR火薬を用いた弾薬は満足すべき成績を残していたことから、後々まで批判を受けることとなった。粒状火薬はIMR火薬よりも安い一方で燃えカスが多く、銃の動作不良の原因となったため、後にIMR火薬に変更した弾薬が導入されたが、粒状火薬を使用した弾薬の供給も続いていたため、本弾薬の不評の一因となった。
なお、5.56mm弾を使用する軍用銃と、.223レミントン弾を使用する民間用の銃とでは、薬室の寸法がわずかに異なっており、市販の.223レミントン弾を軍用銃で撃つ場合は問題ないが、逆に軍用の5.56mm弾を民間用の銃で撃つ場合、腔圧がやや高くなり、銃への負荷が大きくなる可能性がある。ただし2017年現在、これによる事故の報告はない。

## 5.56mm NATO弾 (SS109弾)

### M855普通弾・M995徹甲弾
1967年3月、NATO諸国は、標準化協定委員会で5.56mm弾をNATO補助標準弾薬として検討する試験の実施に合意した。一方、ベルギーのファブリック・ナショナル（FN）社は、1970年代初頭より、同社のベストセラーであるFALの小口径化版としてCALの開発に着手していたが、この銃のための弾薬として開発されたのがSS109弾であった。
1977年から1979年にかけて、NATO諸国は次世代小火器の弾薬に関する試験を順次に実施していき、この結果、1980年10月24日、SS109弾がNATO標準弾薬として採用されることになった（STANAG 4172）。これを受けて、アメリカ軍でも同規格の弾薬を導入することになり、普通弾はM855として制式化された。
この弾薬の寸法は既存のM193弾と同じだったが、M193が55 gr (3.6 g)の弾丸を用いていたのに対し、SS109は63 gr (4.1 g)と少し重い弾丸を用いており、また弾丸内には鋼製の弾芯が挿入された。このような設計変更によって、初速はわずかに低下したものの、有効射程やストッピングパワー、貫通力の向上が得られた。一方、より重い弾丸を安定して飛翔させるためには異なるライフリング転度が必要であり、例えばM193普通弾を使用するM16A1小銃では12インチで1回転（1-12）であったのに対し、M855普通弾を使用するM16A2小銃では7インチで1回転（1-7）するように変更された。
M855普通弾を使用した場合、600mの距離で3.5mm厚のNATO装甲板を、また1,100mの距離で鋼製ヘルメットを貫通することができる。2001年、アメリカ軍はタングステン製の弾芯を使用したM995徹甲弾を制式に加えたが、これを使用すると、100mの距離で15mm厚の均質圧延鋼装甲 (RHA) を貫通できる。

### 高性能普通弾
5.56mmNATO弾は、7.62mmNATO弾よりも細く軽いために兵士1人あたりの携行弾薬量が多くなり、反動が軽いために命中精度がよく、また初速が速いために実用戦闘射程内での弾道が直線に近い（低伸する）というメリットがある一方、初活力が低いために貫通力が低く、有効射程も短いというデメリットがあった。また1993年のモガディシュの戦闘での経験から、特に銃身が短いM4カービンを使用した場合はストッピングパワーにも不足があると指摘されており、後にM16からM4への転換が進むにつれて、この問題は顕在化していった。
2001年にアフガニスタン紛争が始まると、500mを超える長距離での交戦が当たり前となったことで、特に5.56mm弾の有効射程の短さが重大問題となった。これに対応して、まず同年、口径そのものを変更した6.8×43mm特殊用途弾薬（SPC）が開発された。弾薬の全長は5.56mm NATO弾と同一であるため、既存のM4カービンでも上部レシーバーを換装するだけでこの弾薬に適合させることができる。またその他にも、.300 AAC Blackout弾や6.5mmグレンデル弾なども俎上に載せられた。ただし、特に戦時下において弾薬やそれに伴う装備品を切り替えることは現実的でないと考えられたため、広く採用されることはなかった。
これと並行して、口径は5.56mmのままで有効射程を延伸する試みも行われており、2002年には精密射撃用のMk 262 mod 1/2長距離用普通弾もアメリカ軍制式に加えられた。これは弾丸重量を77 gr (5.0 g)に増して、射程を延伸するとともにストッピングパワーも向上させたもので、元々は特殊部隊の選抜射手用の特殊用途小銃（SPR）Mk.12のために開発されたが、M4A1カービンでも用いられるようになった。ただし鋼製の弾芯が挿入されていないために貫通力が低く、また製造に手間がかかるため高価でもある。
一方、2009年にはMk 318高性能普通弾が開発された。これはアメリカ特殊作戦軍の要求に基づき、銃身が短いSCAR-Lでも性能を発揮できるように開発されたもので、弾丸重量はM855と同程度の62 gr (4.0 g)だが、弾芯は、前半分が鉛製、後半分が銅製のペネトレーターとなっており、障害物に影響されにくく、跳弾になりにくい特性がある。M16小銃やM4カービンで使用しても効果が高いことから、2010年にはアメリカ海兵隊でも採用された。
これに対し、アメリカ陸軍向けとしては、2010年にM855A1が開発された。これも弾丸重量は62 gr (4.0 g)で、弾芯が2分割されているのも同様だが、こちらは前半部に硬化鋼製のペネトレーターを挿入し、後半部はビスマスとスズの合金製の弾芯が挿入されている。

### 89式5.56mm普通弾
陸上自衛隊は89式5.56mm小銃開発に伴い、SS109に準ずる89式5.56mm普通弾を開発し、旭精機工業株式会社が製造している。
平成5年度から使用されている89式5.56mm普通弾(B)は防衛庁の制式要綱においては「弾丸重量4g 発射薬量1.6g 全体重量12g、弾丸は鋼心、鉛心及び被甲から成る」と規定される。2013年12月23日、国連南スーダン派遣団（UNMISS）に参加している韓国軍に対し、陸上自衛隊の89式5.56mm普通弾(B)が1万発提供されている。
2013年より量産・納入を開始した89式5.56mm普通弾(C)は、環境汚染と自衛官の健康被害軽減のため無鉛化を図り、弾心と雷管の無鉛化に成功している。米軍のM855A1弾は弾心材質にSn-Bi合金（改良版では銅）を用いる一方、旭精機の5.56mm普通弾(C)は鉄弾心を採用した。

## 他の実包との比較
| 弾薬名 | 弾薬サイズ | 弾丸重量 | 初速    | 初活力  |
| ------ | ---------- | -------- | ------- | ------- |
| M193   | 5.56×45 mm | 3.56 g   | 975 m/s | 1,692 J |
| M855   | 5.56×45 mm | 4.02 g   | 930 m/s | 1,708 J |
| M80    | 7.62×51 mm | 9.65 g   | 854 m/s | 3,519 J |
| 57N231 | 7.62×39 mm | 7.97 g   | 710 m/s | 2,010 J |
| 7N6    | 5.45×39 mm | 3.43 g   | 900 m/s | 1,391 J |

## 使用状況
NATO加盟国での多くの小火器（特にアサルトライフル）が5.56x45mm NATO弾を使用する。
- H&K HK416 -  ノルウェー、 フランス、 ルクセンブルク、 ドイツ
- H&K G36 -  スペイン、 ラトビア、 リトアニア、 モンテネグロ
- コルト・カナダ C7 -  オランダ、 カナダ、 デンマーク
- M4カービン -  アメリカ合衆国、 エストニア
- Cz805 -  チェコ、 ハンガリー
- FN SCAR -  ベルギー、 ポルトガル
- Kbs wz. 1996 ベリル -  ポーランド
- ARX160 -  イタリア
- AR70/90 -  アルバニア
- Ak 5 -  スウェーデン
- VHS -  クロアチア
- FN F2000 -  スロベニア
- L85 -  イギリス

NATO加盟国以外では、以下の小火器で使われている。
- オーストリア - ステアー AUG
- 日本 - 89式小銃、20式小銃、MINIMI軽機関銃。89式5.56mm普通弾として国産化されている。
- ロシア - AK-101, AK-102, AK-201, AK-202, AK-19
- 韓国 - 大宇 K2、K3、DAR21、K11
- 中華民国（台湾） - 第205兵站廠 65式、91式
- インド - INSAS
- イスラエル - IWI ガリル、タボール、X95、ネゲヴ
- シンガポール - STエンジニアリング SAR80（en）、SR88（en）、SAR21、ウルティマックス100
- 南アフリカ共和国 - ベクター R4、CR21
- イラン - DIO KH2002カイバー、S-5.56
- メキシコ - GAFE FX-05シウコアトル
- フィリピン - MSSR（en）
- カンボジア - CQ 311、QBZ-97
- パラグアイ - CQ 311
- スーダン - CQ 311
- ミャンマー - CQ 311、M16、QBZ-97
- タイ - CQ 311。海軍、水上警察が使用。
- 中国 - CQ 311、QBZ-97。四川省警察[18]、重慶市警察特殊部隊が使用したとされる。
- セルビア - ツァスタバ M85/M90(en)、M21
- スイス - SIG SG550、SIG SG556

### 非軍事用5.56mm小火器の例
- レミントン M700 - ボルトアクションライフル。
- レミントン M7600（英語版） - 警察用ライフルである派生型のレミントン M7615が該当する。
- ウィンチェスターM70 - ボルトアクションライフル。
- ステアー・スカウト - ボルトアクションライフル。
- スターム・ルガー ミニ14